# Фанар (Катарский исламский культурный центр)
Исламский культурный центр Абдулла Бин Зайд Аль-Махмуд (широко известный как Бин Зайд, также известный ранее как Центр исламской культуры Катара, или Фанар, и Спиральная мечеть) — культурная организация в Дохе, столице Катара. Он расположен недалеко от набережной Дохи Корниш и является важной достопримечательностью города.
Самая выдающаяся особенность центра — это мечеть с необычным дизайном минарета. До 2009 года мечеть Фанара была самой большой в стране. С тех пор её обогнала по этому параметру Мечеть Имама Мухаммада ибн Абд аль-Ваххаба, однако она остаётся самой высокой мечетью в Катаре.
Мечеть была названа в честь известного исламского учёного-катара и основателя судебной системы Катара шейха Абдуллы бин Заида Аль-Махмуда. Имя было дано эмиром Катара в память о его достижениях во время его пребывания в должности верховного судьи Катара.

## История
Премьер-министр Катара Хамад бен Джасим бен Джабер Аль Тани официально открыл центр во время публичной церемонии, состоявшейся 12 января 2008 года.

## Деятельность
Центр культуры Фанара участвует в нескольких социальных, религиозных и образовательных мероприятиях. В дополнение к размещению одной из крупнейших мечетей в Катаре, центр также публикует религиозные исследования и предоставляет уроки арабского языка и ислама. В центре также находится библиотека. Мечеть — популярная туристическая достопримечательность и позволяет вход немусульманам.

## Архитектура мечети
Традиционные катарские мечети были сделаны из коралловых пород, глины и дерева, в отличие от мечетей XXI века, построенных из кирпича и раствора. Эти материалы теперь позволяют строить высокие купола, заменяя плоские крыши. Кроме того, в традиционных мечетях находились дворы, которые редко встречаются в современных мечетях. Наконец, традиционные наружные «мотавадды» в форме бассейна были заменены умывальниками и проточной водой.